# Vaccinium vitis-idaea
El arándano rojo o arándano encarnado (Vaccinium vitis-idaea) es una planta perenne de la familia de las ericáceas, nativa de Eurasia y Norteamérica.

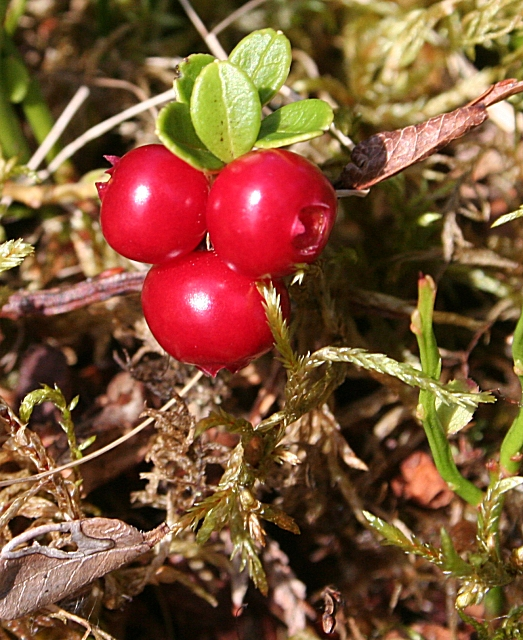
Vista del fruto

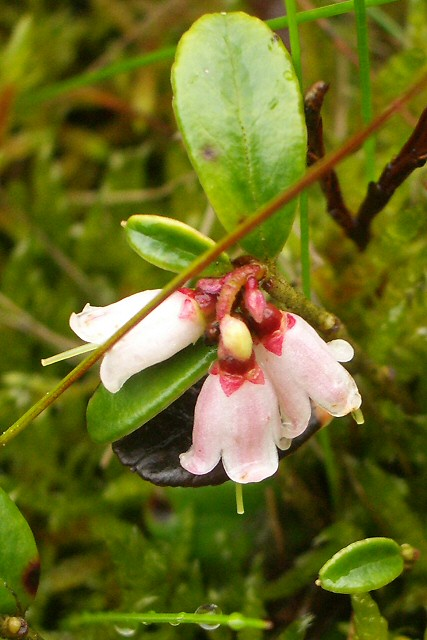
Flores

## Hábitat
Se encuentran en las zonas septentrionales de Europa, Asia y América del Norte. Se difunde por los bosques de montaña, las turberas y landas. En España se pueden encontrar ejemplares en los Pirineos y en Deusto, Bilbao.

## Características
Subarbusto perenne de porte rastrero cuyas ramas alcanzan una altura de 20 cm, se confunde con la gayuba. Tiene las hojas ovales con bordes enrollados. Flores blancas o rosadas en racimo. El fruto es una baya de color rojo.

## Propiedades
- Rico en vitamina C y B (B1, B2, B3), y en potasio, calcio, fósforo y magnesio.
- Las semillas contienen ácidos Omega 3.
- Las hojas se utilizan (al igual que la gayuba) en caso de afecciones renales.
- Antidiarreico e hipoglucemiante.
- Sus bayas son comestibles.

## Usos

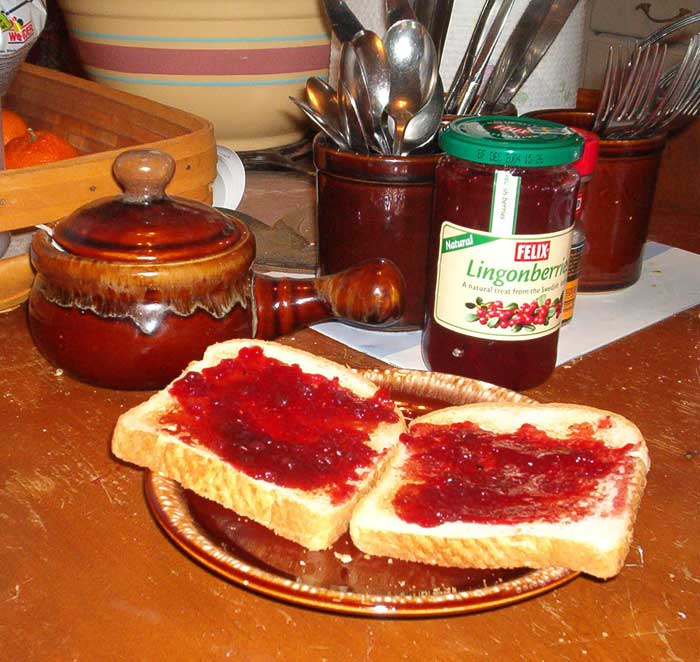
Mermelada de arándano rojo

Los arándanos rojos son una fruta del bosque muy popular en Europa Central, Norte y Oriental. Se pueden comer directamente al natural, pero, por su sabor algo agrio, se suelen consumir ya preparados, en dulces, jaleas, mermeladas, etc.
La mermelada de arándano rojo es muy habitual en Escandinavia y Europa del Este. Tanto en mermelada como en salsa o compota, son un elemento tradicional de la cocina escandinava, principalmente como guarnición de carnes de caza.
En Rusia se toma agua de arándanos (ruso: брусничная вода [brusnichnaya voda]) como refresco.
También se obtienen bebidas alcohólicas por fermentación, como vodka en países del Este, o licor (Lillehammer) en Noruega.
Las hojas sirven para hacer una infusión.[cita requerida]

## Taxonomía
Vaccinium vitis-idaea fue descrita por Carlos Linneo y publicado en Species Plantarum 1: 351. 1753.
Etimología
Ver:  Vaccinium
vitis-idaea: epíteto latíno que significa "uvas del Monte Ida".
Sinonimia
- Vaccinium ellipticum F.Gérard 1890
- Vitis-Idaea punctifolia Gray 1821
- Vaccinium vitis-idaea var. major Lodd.
- Vaccinium punctifolium Stokes 1812
- Vaccinium punctatum var. ellipticum F.Gérard
- Vaccinium jesoense Miq. 1863
- Vitis-Idaea punctata Moench 1794
- Vaccinium rubrum Dulac 1867
- Vaccinium punctatum Lam. 1779
- Vaccinium nemorosum Salisb. 1796
- Rhodococcum vitis-idaea (L.) Avrorin[4][5]

## Nombres comunes
- Arándano de fruto encarnado
- Arándano encarnado
- Arándano punteado
- Arándano rojo[6]